# Whan
Whan - waluta Korei w latach 1892–1902. Odpowiadała wartości 5 yang (500 fun). Obowiązywała przed wprowadzeniem wonów.

Wydano wówczas następujące monety: 

1 fun (mosiądz, 1892–1895),

5 fun (miedź, 1892–1902),

1/4 yang (miedzionikiel, 1892–1901),

1 yang (srebro .800, 5.20 gram, 1892–1898),

5 yang (srebro .900, 26.95 gram, 1892),

1 whan (srebro .900, 26.95 gram, 1893).

Łącznie wydano jedynie 20 tysięcy monet o nominale 1 whan (5 yang).